# سمفونی الف (هایدن)

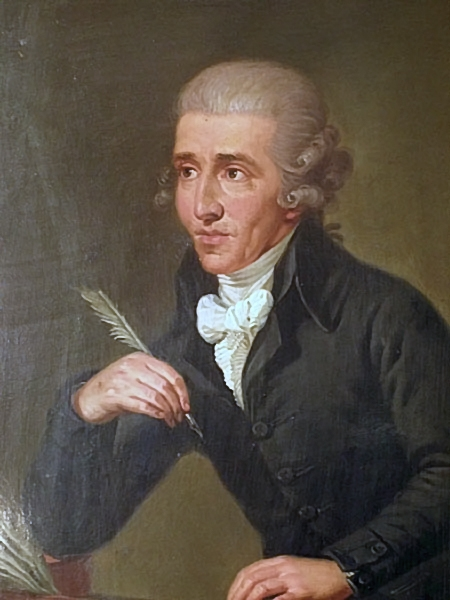
تک‌چهره‌ای از یوزف هایدن (حدود ۱۷۷۰)

سمفونی الف (به انگلیسی: Symphony A) در سی بِمُل ماژور، هوبوکن یک/۱۰۷ (Hoboken I/107)، یکی از سمفونی‌های آغازین یوزف هایدن است. او این اثر را در سه موومان و در میانهٔ سال‌های ۱۷۵۷ و ۱۷۶۰ تصنیف کرد. هایدن این اثر را باید برای ارکستر کنت مورتسین ساخته باشد، زیرا تا سال ۱۷۶۱ برای او کار می‌کرد.